# The Belle Stars
The Belle Stars was een Britse popgroep uit de jaren 80 met een vrouwelijke bezetting.

## Bezetting
- Jennie Matthias: leadzang (1981–1984)
- Sarah Jane Owen: leadgitaar, zang
- Stella Barker: ritmegitaar, percussie, zang (1981–1984)
- Lesley Shone: basgitaar, zang
- Judy Parsons: drums, percussie (1981–1984)
- Miranda Joyce: altsaxofoon, percussie, zang
- Penny Leyton: keyboards, piano (1981–1982)
- Gerald Woodroffe
- Clare Hirst: tenorsaxofoon, keyboards, piano, zang (1982–1984)

## Geschiedenis

### Begin van een nieuw tijdperk
De Belle Stars werden opgericht door ex-leden van de meidenskaband Bodysnatchers nadat deze in november 1980 met ruzie uiteenviel. Gitaristen Stella Barker en Sarah-Jane Owen, saxofoniste Miranda Joyce, toetseniste Penny Leyton en drumster Judy Parsons vervingen bassiste Nicky Summers en zangeres Rhoda Dakar door respectievelijk Lesley Shone en zangeres Jennie McKeown. Met de Kerst, nog voordat de uiteindelijke groepsnaam werd bedacht, hadden ze al hun eerste optreden.
Daarna bouwden de dames een live-reputatie op in de omgeving van Londen en begin 1981 verschenen ze op de cover van het muziekblad Sounds. Vervolgens tekenden de Belle Stars een platencontract bij Stiff en brachten ze in het voorjaar hun debuutsingle uit; Hiawatha/Big Blonde (nog daterend uit de Bodysnatchers-tijd) werd geen hit, ondanks voorprogramma's bij o.a. The Beat en Stiff-collega's Madness waarmee de dames in het najaar van 1981 door Engeland trokken. Vergelijkingen met de nutty boys waren niet van de lucht.
Nadat ook de tweede en de derde single flopten volgde bescheiden succes met covers als Iko Iko en Clapping Song.

### Doorbraak
In januari 1983 scoorden de Belle Stars hun grootste hit met Sign of the Times (geen Madness-cover). In Engeland haalde het de derde plaats en ook in de rest van Europa deed het nummer het goed. In Nederland, waar eveneens de derde plaats werd behaald in de top 40, waren de dames te zien in de TV Show en werden ze aangekondigd als "de Engelse Dolly Dots". Ook het daarna uitgebrachte album (een single-verzamelaar) was redelijk succesvol, maar een hit als Sign of the Times zat er niet meer in.

### Breuk
Eind 1983 stapte Barker op; met de eerder vertrokken Leyton formeerde ze in 1984 The Deltones, een eveneens vrouwelijke skaband die tot de nieuwe lichting werd gerekend en tot 1991 actief was in het live-circuit. De resterende Belle Stars brachten in de zomer van 1984 de single 80s Romance waarna ook McKeown het voor gezien hield. Nadat Stiff ten onder ging aan de fusie met Island kwamen de laatste drie Belle Stars (Joyce, Owen en Shone) onder contract te staan van ZTT. Ze reisden af naar New York voor plaatopnamen, maar deze leverde slechts de single World Domination op.
In 1988 werd Iko Iko postuum een hit nadat het was gebruikt voor de soundtrack van de film Rain Man; in Amerika haalde het de veertiende plaats.

### Bellestar solo
Nadat haar relatie met Madness-gitarist Chris Foreman op de klippen liep verbleef McKeown (tegenwoordig Matthias) een paar jaar in Miami. Terug in Engeland stortte ze zich op diverse projecten zoals Ska Divas met Pauline Black van The Selecter en Rhoda Dakar, en The Dance Brigade waarin ze de microfoon deelde met Madness-saxofonist Lee Thompson. Met 1-Stop Experience bracht ze in 2011 de cd Peeping Tom uit.

## Discografie

### Albums
| Jaar                                                                                        | Titel                                  | Details                                                             | Hoogste posities in de hitlijsten | Hoogste posities in de hitlijsten | Hoogste posities in de hitlijsten | Hoogste posities in de hitlijsten | Hoogste posities in de hitlijsten | Hoogste posities in de hitlijsten | Hoogste posities in de hitlijsten | Hoogste posities in de hitlijsten |
| Jaar                                                                                        | Titel                                  | Details                                                             | VK                                | AUS                               | CAN                               | NL                                | NOR                               | NZ                                | SWE                               | VS                                |
| ------------------------------------------------------------------------------------------- | -------------------------------------- | ------------------------------------------------------------------- | --------------------------------- | --------------------------------- | --------------------------------- | --------------------------------- | --------------------------------- | --------------------------------- | --------------------------------- | --------------------------------- |
| 1983                                                                                        | The Belle Stars                        | - Gepubliceerd: januari 1983 - Label: Stiff                         | 15                                | 76                                | 96                                | 25                                | 15                                | 27                                | 28                                | 191                               |
| 1994                                                                                        | The Very Best                          | - Gepubliceerd: 1994 - Label: Stiff                                 | —                                 | —                                 | —                                 | —                                 | —                                 | —                                 | —                                 | —                                 |
| 2004                                                                                        | Belle-Issima! Sweet Memories...        | - Gepubliceerd: 24 mei 2004 - Label: Edsel                          | —                                 | —                                 | —                                 | —                                 | —                                 | —                                 | —                                 | —                                 |
| 2010                                                                                        | 80's Romance: The Complete Belle Stars | - Gepubliceerd: 25 oktober 2010 - Label: Salvo                      | —                                 | —                                 | —                                 | —                                 | —                                 | —                                 | —                                 | —                                 |
| 2019                                                                                        | Turn Back the Clock                    | - Gepubliceerd: 20 september 2019 - Label: Edsel - Box set with DVD | —                                 | —                                 | —                                 | —                                 | —                                 | —                                 | —                                 | —                                 |
| "—" geeft publicaties aan die niet in de hitlijsten zijn opgenomen of niet zijn uitgebracht |                                        |                                                                     |                                   |                                   |                                   |                                   |                                   |                                   |                                   |                                   |

### Singles en ep's
| Jaar                                                                                        | Single                        | Hoogste posities in de hitlijsten | Hoogste posities in de hitlijsten | Hoogste posities in de hitlijsten | Hoogste posities in de hitlijsten | Hoogste posities in de hitlijsten | Hoogste posities in de hitlijsten | Hoogste posities in de hitlijsten | Hoogste posities in de hitlijsten | Hoogste posities in de hitlijsten | Hoogste posities in de hitlijsten |
| Jaar                                                                                        | Single                        | VK                                | AUS                               | CAN                               | GER                               | IRE                               | NL                                | NZ                                | SA                                | VS                                | VS Dance                          |
| ------------------------------------------------------------------------------------------- | ----------------------------- | --------------------------------- | --------------------------------- | --------------------------------- | --------------------------------- | --------------------------------- | --------------------------------- | --------------------------------- | --------------------------------- | --------------------------------- | --------------------------------- |
| 1981                                                                                        | Hiawatha                      | —                                 | —                                 | —                                 | —                                 | —                                 | —                                 | —                                 | —                                 | —                                 | —                                 |
| 1981                                                                                        | Slick Trick                   | —                                 | —                                 | —                                 | —                                 | —                                 | —                                 | —                                 | —                                 | —                                 | —                                 |
| 1981                                                                                        | Another Latin Love Song (ep)  | —                                 | —                                 | —                                 | —                                 | —                                 | —                                 | —                                 | —                                 | —                                 | —                                 |
| 1982                                                                                        | Iko Iko                       | 35                                | —                                 | —                                 | —                                 | —                                 | —                                 | —                                 | —                                 | —                                 | —                                 |
| 1982                                                                                        | The Clapping Song             | 11                                | 4                                 | —                                 | 64                                | 19                                | —                                 | 32                                | 2                                 | —                                 | —                                 |
| 1982                                                                                        | Mockingbird                   | 51                                | —                                 | —                                 | —                                 | —                                 | —                                 | —                                 | —                                 | —                                 | —                                 |
| 1982                                                                                        | Sign of the Times             | 3                                 | 45                                | —                                 | —                                 | 2                                 | 6                                 | 21                                | —                                 | 75                                | 43                                |
| 1983                                                                                        | Sweet Memory                  | 22                                | —                                 | —                                 | —                                 | 30                                | —                                 | —                                 | —                                 | —                                 | —                                 |
| 1983                                                                                        | Indian Summer                 | 52                                | —                                 | —                                 | —                                 | —                                 | —                                 | —                                 | —                                 | —                                 | —                                 |
| 1983                                                                                        | The Entertainer               | 95                                | —                                 | —                                 | —                                 | —                                 | —                                 | —                                 | —                                 | —                                 | —                                 |
| 1984                                                                                        | 80's Romance                  | 71                                | —                                 | —                                 | —                                 | —                                 | —                                 | —                                 | —                                 | —                                 | —                                 |
| 1986                                                                                        | World Domination              | —                                 | —                                 | —                                 | —                                 | —                                 | —                                 | —                                 | —                                 | —                                 | 2                                 |
| 1989                                                                                        | Iko Iko (opnieuw uitgebracht) | 98                                | 7                                 | 42                                | 30                                | —                                 | —                                 | —                                 | —                                 | 14                                | 7                                 |
| "—" geeft publicaties aan die niet in de hitlijsten zijn opgenomen of niet zijn uitgebracht |                               |                                   |                                   |                                   |                                   |                                   |                                   |                                   |                                   |                                   |                                   |

- Bibsys: 9012983
- Bibliothèque nationale de France: cb13901909z (data)
- International Standard Name Identifier: 0000 0001 0666 2687
- Library of Congress Control Number: n96017823
- MusicBrainz: 62f7a211-0056-45fe-934a-37a388a7356f
- Virtual International Authority File: 140378320